# قلعه هارا

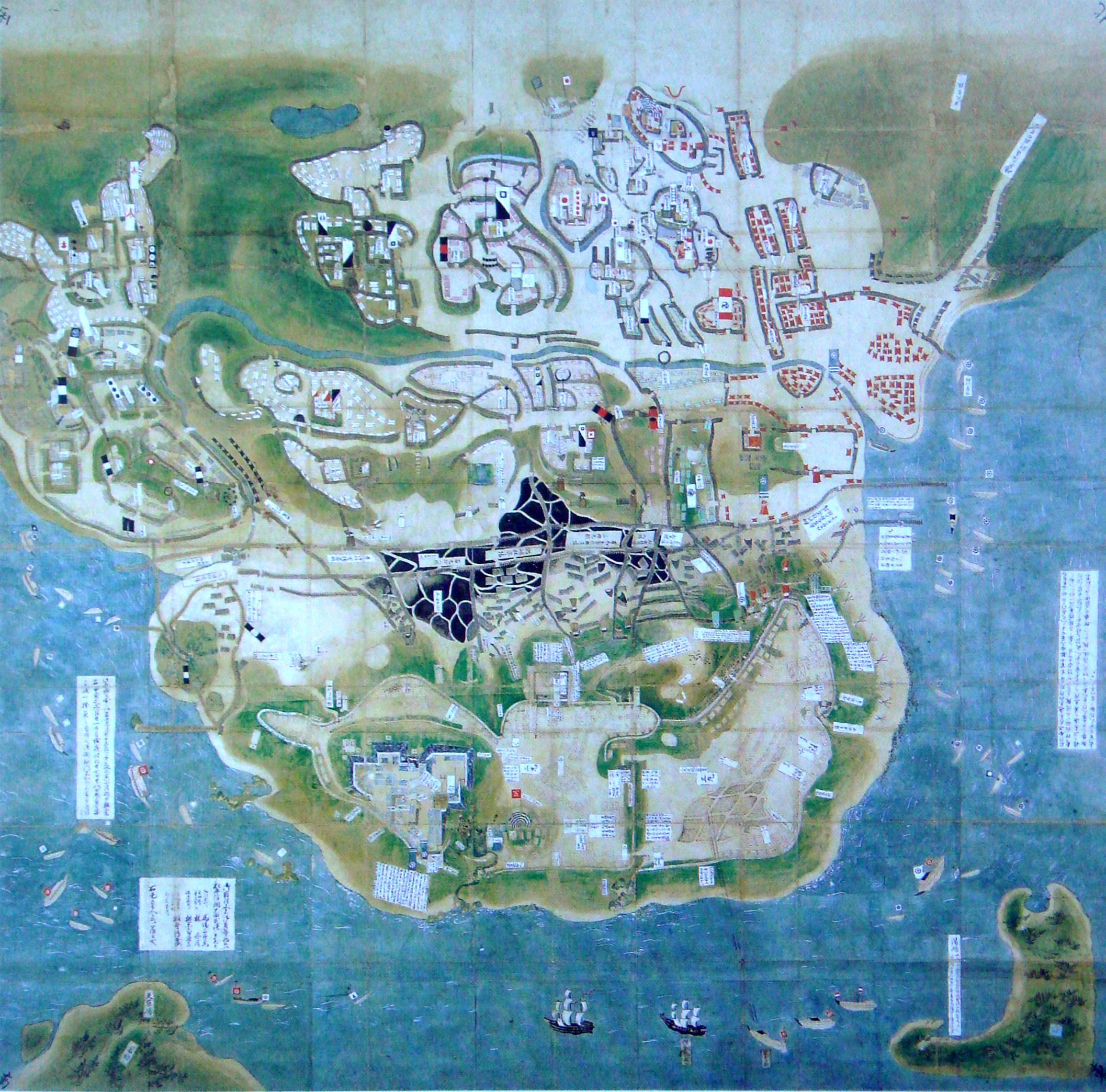
نقشه‌ای از محاصره قلعه در طول شورش شیمابارا

قلعه هارا (به ژاپنی: 原城 Hara-jō) قلعه آریما (有馬城) قلعه هارو (春城)، قلعه هیگوراشی (日暮城) یک قلعه ژاپنی در ولایت هیزن (امروزه در مینامی‌شیمبارا، ناگاساکی، استان ناگاساکی) بود امروزه یک محوطه تاریخی در ژاپن است. در طول شورش شیمابارا (۱۶۳۷–۱۶۳۸)، دهقانان شورشی در داخل این قلعه سنگر گرفته بودند و به مدت ۴ ماه داخل این قلعه تحت محاصره درآمدند.
در نتیجه شورش شیمابارا در ۱۶۳۷، شوگون‌سالاری توکوگاوا تصمیم به اخراج پرتغالی‌ها از ژاپن گرفت. در عین حال، هلندی‌ها، پس از به توپ بستن قلعه هارا، که در آن شورشیان پناه گرفته بودند، اعتماد مقامات را به دست آوردند و در نتیجه تجارت ژاپن و اروپا در انحصار هلند قرار گرفت.

## تاریخچه

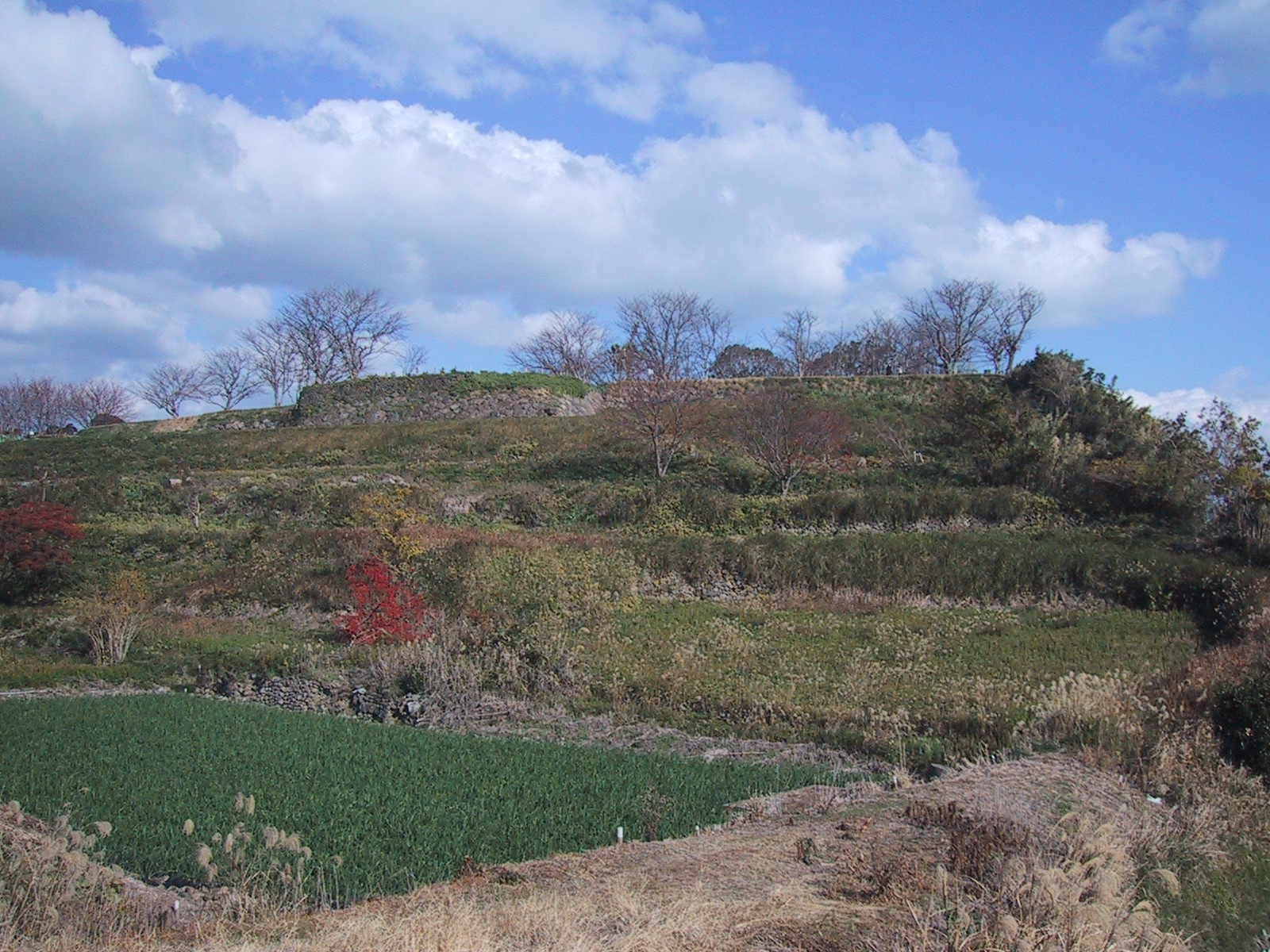
باقیمانده قلعه هارا

این قلعه در جنوب شبه‌جزیره شیمابارا، واقع بر تپه مشرف به دریای آری‌آکه واقع شده و در سال ۱۴۹۶ میلادی توسط آریما تاکازومی به عنوان یکی از قلعه‌های فرعی قلعه هینوئه ساخته شده بود. خاندان آریما هنگامیکه به قلعه نوبوئوکا در ولایت هیوگا تغییر مکان دادند، در ۱۶۱۶ ماتسوکورا شیگه‌ماسا برای سکونت به قلعه هینوئه وارد شد اما به دلیل اینکه از این قلعه ناراضی بود و بخاطر فرمان یک ملک اربابی یک قلعه، قلعه دیگری به نام قلعه شیمابارا را ساخت و به آنجا نقل مکان کرد به همین علت قلعه هارا نیز به یک قلعه متروکه تبدیل شد.
پس از شورش شیمابارا دولت شوگونسالاری توکوگاوا این قلعه را به‌طور کامل تخریب کرد.
در ۱۹۳۸ مکان این قلعه به عنوان محوطه تاریخی اعلام شد. پس را حفاری از محل بقایای اجساد بسیاری از شورشیان مسیحی به همراه صلیب کشف شد.